# باري جونز (لاعب كريكت)
باري جونز (2 نوفمبر 1955 في المملكة المتحدة - ) (بالإنجليزية: Barry Jones)‏ هو لاعب كريكت بريطاني. لعب مع نادي مقاطعة ورسسترشاير للكريكيت ‏.

## وصلات خارجية
- باري جونز على موقع إي آس بي آن كريك إنفو (الإنجليزية)